# Pablo Obregón
Pablo Obregón (León de Los Aldama, 1796-Filadelfia, 10 de septiembre de 1828), fue el primer representante del gobierno republicano de México en Estados Unidos.